# City-Tunnel Leipzig
De City-Tunnel Leipzig is een spoortunnel onder het centrum van de Duitse stad Leipzig. De tunnel is gebouwd tussen 2003 en 2013. De opening vond plaats op 14 december 2013 en de tunnel werd op 15 december 2013 in gebruik genomen.
Door de tunnel rijden treinen van de S-Bahn Mitteldeutschland (lijnen 1, 2, 3, 4, 5, 5X en 6), regionale treinen, intercity's en ICE's.
Het ondergrondse gedeelte is 3187 meter lang. In het noordwesten bevindt zich een aftakking van 458 meter lang. In de tunnel bevinden zich vier stations, van noord naar zuid: Leipzig Hauptbahnhof, Leipzig Markt, Leipzig Wilhelm Leuschner-Platz en Leipzig Bayerischer Bahnhof. Net buiten de tunnel, maar nog wel in de tunnelbak, bevindt zich station Leipzig MDR.